# Grande Hotel do Porto
O Grande Hotel do Porto é um hotel localizado na Rua de Santa Catarina, na cidade do Porto, em Portugal.
Mandado construir por Daniel Martins de Moura Guimarães (1827-1893), brasileiro de torna-viagem, foi concebido pelo arquiteto Silva Sardinha, e abriu portas a 27 de março de 1880, sendo um dos hotéis de maior prestígio da cidade.
Eça de Queirós era hóspede frequente deste hotel e nele estão palavras de Fernando Pessoa e outros escritores portugueses célebres.
Exilados após a proclamação da república, aqui estiveram hospedados os ex-imperadores do Brasil D. Pedro II e D. Teresa Cristina, onde a ex-imperatriz viria a falecer em 1889.
Nele esteve também preso o primeiro-ministro Afonso Costa, em dezembro de 1917, aquando do golpe de estado de Sidónio Pais.
Outro ilustre hóspede foi o ex-presidente da república Óscar Carmona.
A última remodelação total do hotel ocorreu em 2002 e respeitou a traça clássica do modelo original.
Encontra-se classificado como Monumento de Interesse Municipal desde 2022.